# Сенегал на літніх Олімпійських іграх 2020
Сенегал на літніх Олімпійських іграх 2020 представляли дев'ять спортсменів у восьми видах спорту.